# Manzana de cocina

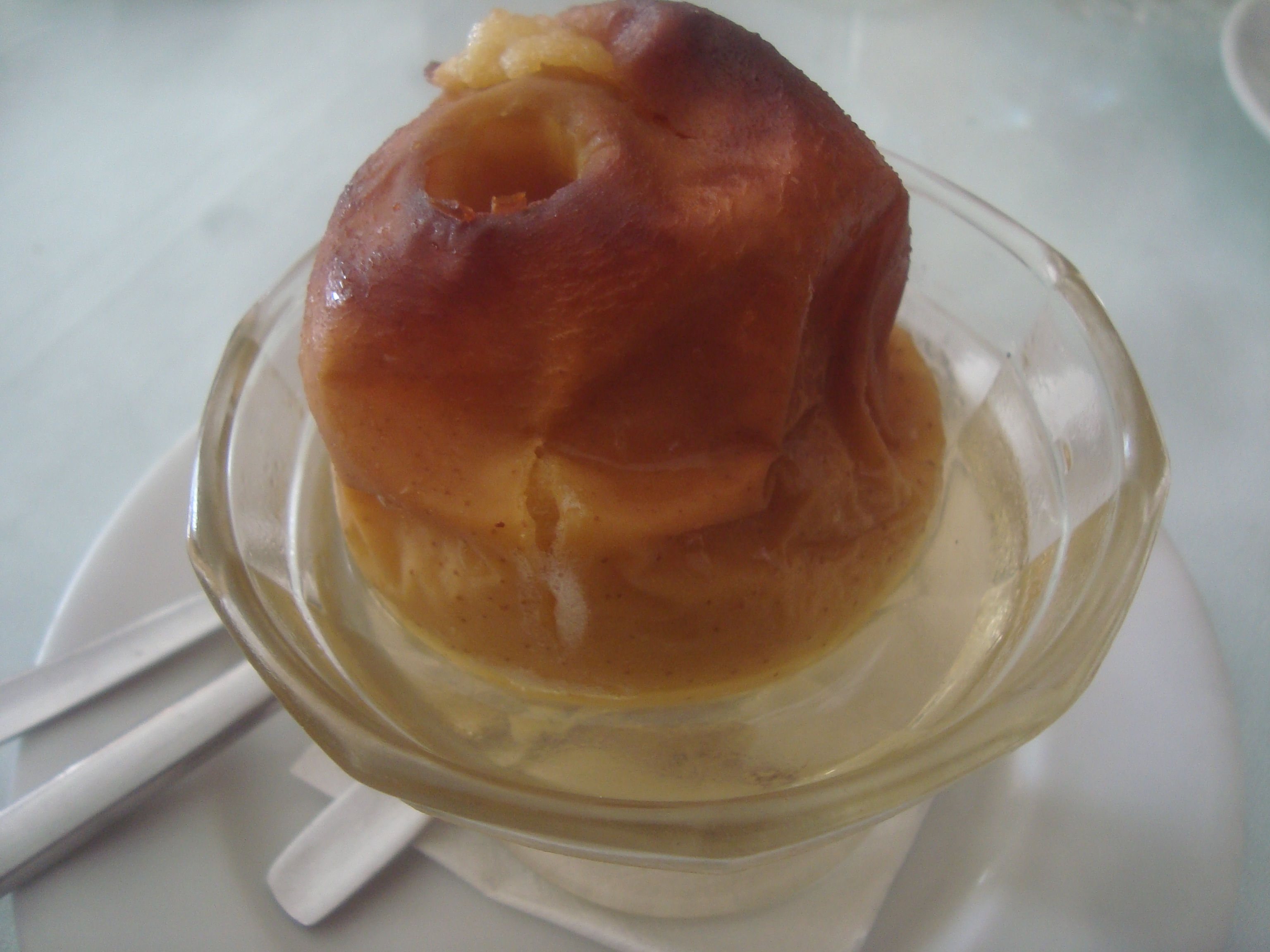
Manzana aromatizada con canela y azúcar y cocida al horno.

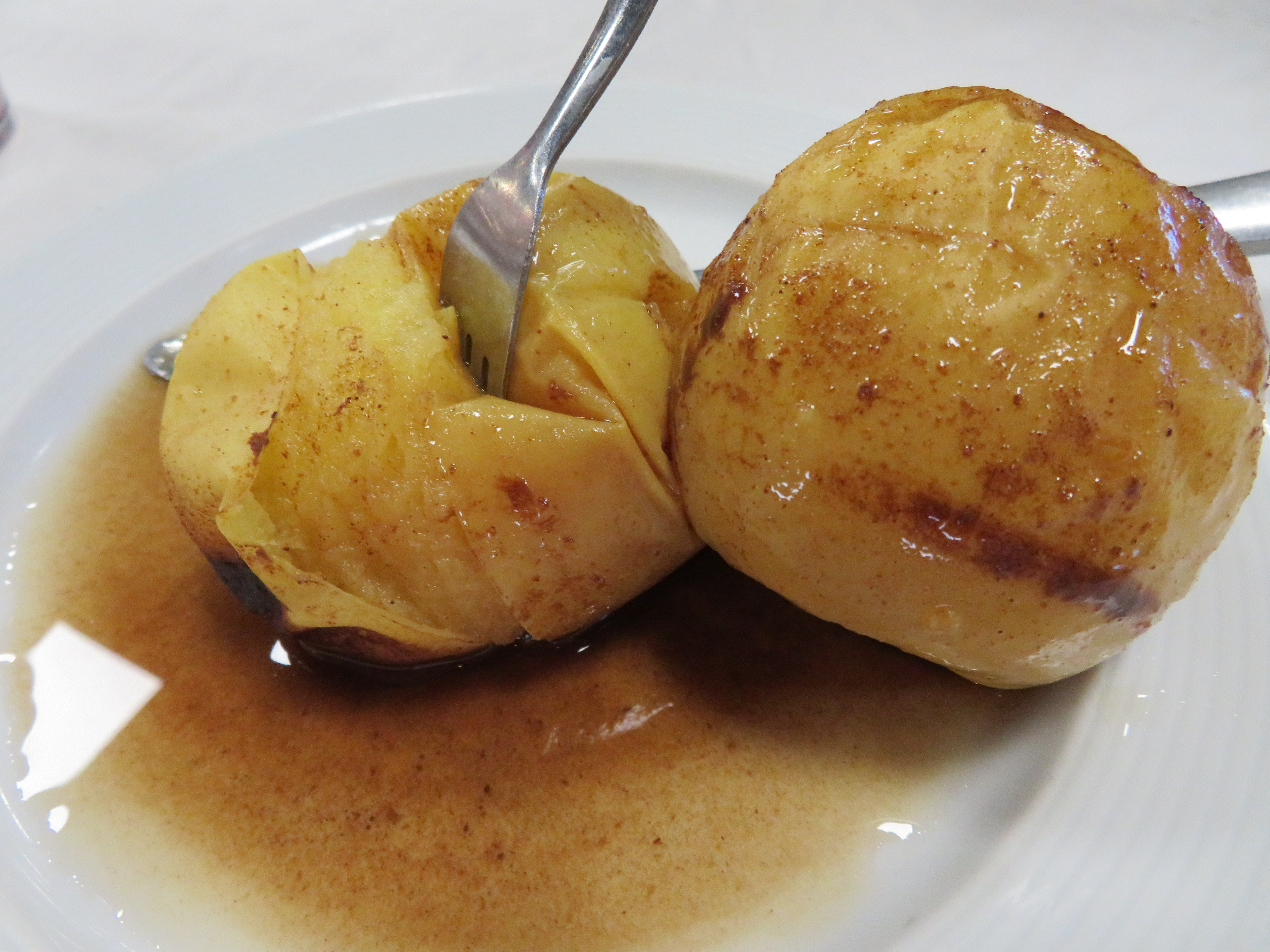
Postre de manzanas cocinadas al horno (España)

Una manzana de cocina o manzana culinaria es una manzana que se utiliza principalmente para cocinar, a diferencia de una manzana de postre, que se come cruda. Las manzanas de cocina son generalmente más grandes, y pueden ser más tardías que las variedades de postre. Algunas variedades tienen una carne firme que no se descompone mucho cuando se cocina. Las variedades culinarias con un alto contenido de ácido producen espuma cuando se cocinan, lo que es deseable para algunas recetas. Gran Bretaña cultiva una gran variedad de manzanas específicamente para cocinar. En todo el mundo, las variedades de doble propósito (tanto para cocinar como para comer crudos) se cultivan más ampliamente.
Las manzanas se pueden cocinar en salsa, mantequilla de manzana o conservas de frutas. Se pueden hornear en un horno y servir con cremas, y hacer en pasteles o crujiente de manzana. En el Reino Unido el cerdo asado se sirve comúnmente con salsa de manzana fría hecha de manzanas hervidas y puré de manzanas. La manzana Bramley es de lejos la manzana de cocina más popular en el Reino Unido, mientras que Granny Smith puede ser la más popular en los Estados Unidos y Australia (donde se originó).
Una manzana horneada se hornea en un horno hasta que se ha vuelto suave. El núcleo se suele eliminar y la cavidad resultante rellena de frutas, azúcar morena, pasas, o canela, y a veces un licor. Un albóndigas de manzana añade una corteza de pastelería.
John Claudius Loudon escribió en 1842:
Propiedades de una buena manzana — Las manzanas para la mesa se caracterizan por una pulpa firme, sabor elevado, conmovedor, forma regular y coloración hermosa; aquellos para uso de la cocina por la propiedad de caer como técnicamente se denomina, o formar en general una masa pulposa de igual consistencia cuando se hornea o hierve, y por un tamaño grande. Algunos tipos de manzanas tienen la propiedad de caer cuando es verde, como el Keswick, Carlisle, Hawthornden, y otros codlins; y algunos solo después de estar maduros, como las tribus oxidadas. Aquellos con esta propiedad cuando verde son particularmente valiosos para permitir salsas a los gansos a principios de la temporada, y para suceder la grosella en tartas.